# Tomás Allende y García-Baxter
Tomás Allende y García-Baxter (Guadalajara, 4 de febrero de 1920-Madrid, 10 de febrero de 1987) fue un empresario, abogado y político español. Ministro de Agricultura en los últimos tiempos del Franquismo (1969 - 1975).

## Familia
Su abuelo, Tomás Juan Allende y Alonso (1849-1936) fue empresario y político, una de las mayores fortunas de España hacia 1914 y uno de los impulsores industriales de la empresa carbonífera de Sabero. Senador por León, en 1896. A Tomás Juan le sucedió su hijo Enrique Allende Allende que siguió sus pasos. El nieto, Tomás Allende García-Baxter, casó con María Leticia Milans del Bosch

## Carrera
Cursó los estudios de bachillerato en Madrid. De muy joven fue militante «camisa vieja» de Falange Española de las JONS. Luchó como voluntario durante la Guerra Civil en el bando sublevado y llegó a ser alférez provisional de Infantería. Se licenció en derecho por la Universidad de Madrid y se dedicó a la actividad agraria privada con bastante éxito. Su empresa fue calificada de ejemplar. Fundó diversas sociedades agropecuarias. Presidente de la Cámara Oficial Sindical Agraria de Guadalajara desde 1953, fue más tarde elegido por unanimidad presidente de la sección económica central de la Junta Nacional de Hermandades Sindicales de Labradores y Ganaderos, durando en el cargo desde su creación —octubre de 1962— hasta diciembre de 1965. Inmediatamente, a instancia del ministro Laureano López Rodó, fue nombrado subcomisario del Plan de Desarrollo Económico y Social.
Fue procurador en las cortes de Franco durante cuatro legislaturas, elegido en el tercio familiar por la provincia de Guadalajara. Como anécdota de su trabajo en las cortes, fue el primer y único político que defendió y ganó una interpelación en relación con la reforma agraria. Son los años de los gobiernos españoles de tecnócratas, 1957-1967. 
El 29 de octubre de 1969 fue nombrado Ministro de Agricultura, con Luis Carrero Blanco de vicepresidente de gobierno. Permaneció en el cargo durante cuatro gobiernos sucesivos, 1969 a 1975. Como ministro, reestructuró los organismos agrarios autónomos y creó el Instituto de Reforma y Desarrollo Agrario (IRYDA), concentrando en el ICONA varias entidades relacionadas con el patrimonio forestal, caza, pesca y parques nacionales, y transformó el Servicio Nacional del Trigo en el Servicio Nacional de Productos Agrarios (SENPA). Junto con las carteras de Exteriores, Comercio e Industria fue uno de los primeros impulsores de la entrada de España en la CEE. En 1971 fue nombrado Consejero Nacional del «Movimiento» por designación directa del Jefe del Estado, Francisco Franco. 
En plena Transición, en 1976, fue nombrado presidente de Telefónica, cargo que desempeñó hasta 1981. Posteriormente ejerció de presidente de Intelsa, de 1981 a 1983. Miembro de Alianza Popular (AP), se presentó como candidato al senado por la provincia de Guadalajara. 
Falleció en Madrid el 10 de febrero de 1987.

## Procurador en Cortes
Relación de elecciones en las que fue procurador:
- Elecciones 14/05/1955. Administración Local (concejal del Ayuntamiento de Fuentelahiguera de Albatages (Guadalajara))
- Elecciones 16/05/1958. Administración Local (concejal del Ayuntamiento de Fuentelahiguera de Albatages (Guadalajara))
- Elecciones 02/06/1961 Organización Sindical (Presidente de la Junta Nacional de la Hermandad de Labradores y Ganaderos) y Asamblea de Procuradores Sindicales.
- Elecciones 02/07/1964 Designados por el Jefe del Estado y Organización Sindical.
- Elecciones 16/11/1967 Consejeros Nacionales, miembros del Gobierno y  representante de la Familia.
- Elecciones 16/11/1971. Consejeros Nacionales y miembros del Gobierno.

| Predecesor: Adolfo Díaz-Ambrona Moreno | Ministro de Agricultura 1969-1975 | Sucesor: Virgilio Oñate Gil |